# Уэйлс (Аляска)
Уэйлс (англ. Wales, инупиак Kiŋigin) — город в зоне переписи населения Ном на Аляске, США. По переписи 2010 года население было 145 человек. Это самый западный город (либо поселение любого вида) на североамериканском материке.

## География
Уэйлс расположен в самой западной точке американского материка на мысе Принца Уэльского на западной оконечности полуострова Сьюард, в 180 км к северу-западу от Нома и в 1001 км к северо-западу от Анкориджа.
Согласно данным Бюро переписи населения США город имеет общую площадь 7,3 км².

## Климат
По классификации климатов Кёппена в Уэйлсе полярный климат (ET).

## История
Курган культуры Бирнирк (от 500 до 900 н. э.) был обнаружен рядом с Уэйлсом и сейчас является национальным памятником.
В 1827 году российский флот в докладе перечислил деревни инупиатов «Eidamoo» вблизи побережья и «King-a-ghe» вдали от побережья в этой области. В 1890 году американская миссионерская ассоциация основала миссию на месте современного Уэйлса. В 1890-е годы, олени (одомашненные северные олени) были доставлены в эту область, а в 1894 году была создана оленья ферма. Уэйлс стал важным центром китобойного промысла благодаря своему расположению вдоль китовых миграционных путей. Уэйлс назван в честь Уэльса, административной области и исторической провинции Великобритании.
В 2002 году была запущена ветродизельная гибридная энергосистема.

## Образование
Уэйлс обслуживается Школьным округом Берингова пролива.